# الحبيب شبيل
الحبيب شبيل، ولد عام 1939 بالعاصمة تونس، رسام تونسي. 
درس بمدرسة الفنون الجميلة بتونس وأحرز على شهادتها عام 1964. في عام 1973 أقام بمدينة الفنون بباريس. درّس بالمعهد التكنولوجي للفن والهندسة المعمارية والتعمير بتونس.

## معارضه
أقام أول معرض شخصي له عام 1973 بقاعة الأخبار- تونس، وعاد إلى نفس القاعة بعد سنتين. كما شارك في العديد من المعارض التي انتظمت بتونس وبالخارج حيث عرض بكل من فرنسا، كندا، بلجيكيا، ألمانيا.
1. 1 2 3 4 5   http://cinematunisien.com/blog/2019/12/21/habib-chebil/. {{استشهاد ويب}}: |url= بحاجة لعنوان (مساعدة) والوسيط |title= غير موجود أو فارغ (من ويكي بيانات) (مساعدة)